# Tourisme dans l'oblast de Mourmansk
Le tourisme dans l'oblast de Mourmansk reste une activité encore peu développée dans l'oblast, comparé aux autres régions et pays aux mêmes latitudes (notamment la Norvège, l'Alaska et l'Islande), le territoire souffrant de son manque de développement pendant l'ère soviétique. Mais la région rattrape son retard, surtout depuis la crise des subprimes lorsque de nombreuses entreprises de la région ont cherché à se diversifier. La région subit des conditions climatiques importantes, mais qui lui donnent un potentiel touristique important. Des grandes villes, en passant par les villes moyennes jusqu'aux localités des Samis, peuple autochtone à la région, le tourisme se développe. 

## Chiffrs et évolutions
Les principaux types de tourisme sont l'écotourisme à 40 %, le tourisme d'affaires à 28 %, et le tourisme culturel à 17 %. L'activité hôtelière et de restauration représentait en 2019 1,5 % de l'économie de l'oblast.
En 2015, plus de 130 organisations et entreprises fournissaient des services touristiques selon le Service fédéral des impôts de la Fédération de Russie, mais seulement la moitié de celle-ci avaient le tourisme comme principale activité économique. En 2017, parmi toutes les agences de voyages opérant dans l'oblast, 75% visaient les touristes internationaux parmi leurs activités, 43 % vendaient des circuits touristiques et 40% avaient dans leurs opérations la promotion de sites régionaux. Ces agences promeuvent environ 80 destinations dans la régions, de différentes natures.
En 2018, selon le ministère du Développement économique de l'oblast de Mourmansk, plus de 400 000 touristes ont visité la région, contre environ 200 000 en 2011. Parmi ces touristes en 2018, il y avait environ 36 100 touristes internationaux, soit un peu moins de 10 % du total, alors qu'il n'y en avait qu'environ 10 000 en 2019. Ces touristes étrangers venaient à 20% d'Europe du Nord, à 45% d'Europe de l'Est, à 12% d'Europe centrale, et à 23% d'autres régions du monde, principalement d'Asie. Les touristes russes restent la première clientèle de l'oblast, et de très loin. Les touristes, qu'ils viennent de Russie ou d'ailleurs, sont restreints par le FSB dans certaines zones. Ils sont en effet obligés de récupérer un laissez-passer pour visiter certaines réserves ou parties de réserves (réserve de Pasvik, de Koutsa) qui se trouvent dans la zone frontalière de la Russie. En conséquence, les agences touristiques ne peuvent pas faire visiter ces lieux, malgré des potentiels touristiques importants. Chez les touristes étrangers, les activités de pêche, chasse et liées à la culture locale sont les plus polaires.
Le département de développement du tourisme, une division du ministère de l'industrie et du développement de l'entrepreneuriat de l'oblast de Mourmansk, est l'organisme officiel qui administre tout ce qui a trait au tourisme pour le territoire de l'oblast, y compris la mise en valeur du tourisme dans la région.

## Tourisme polaire

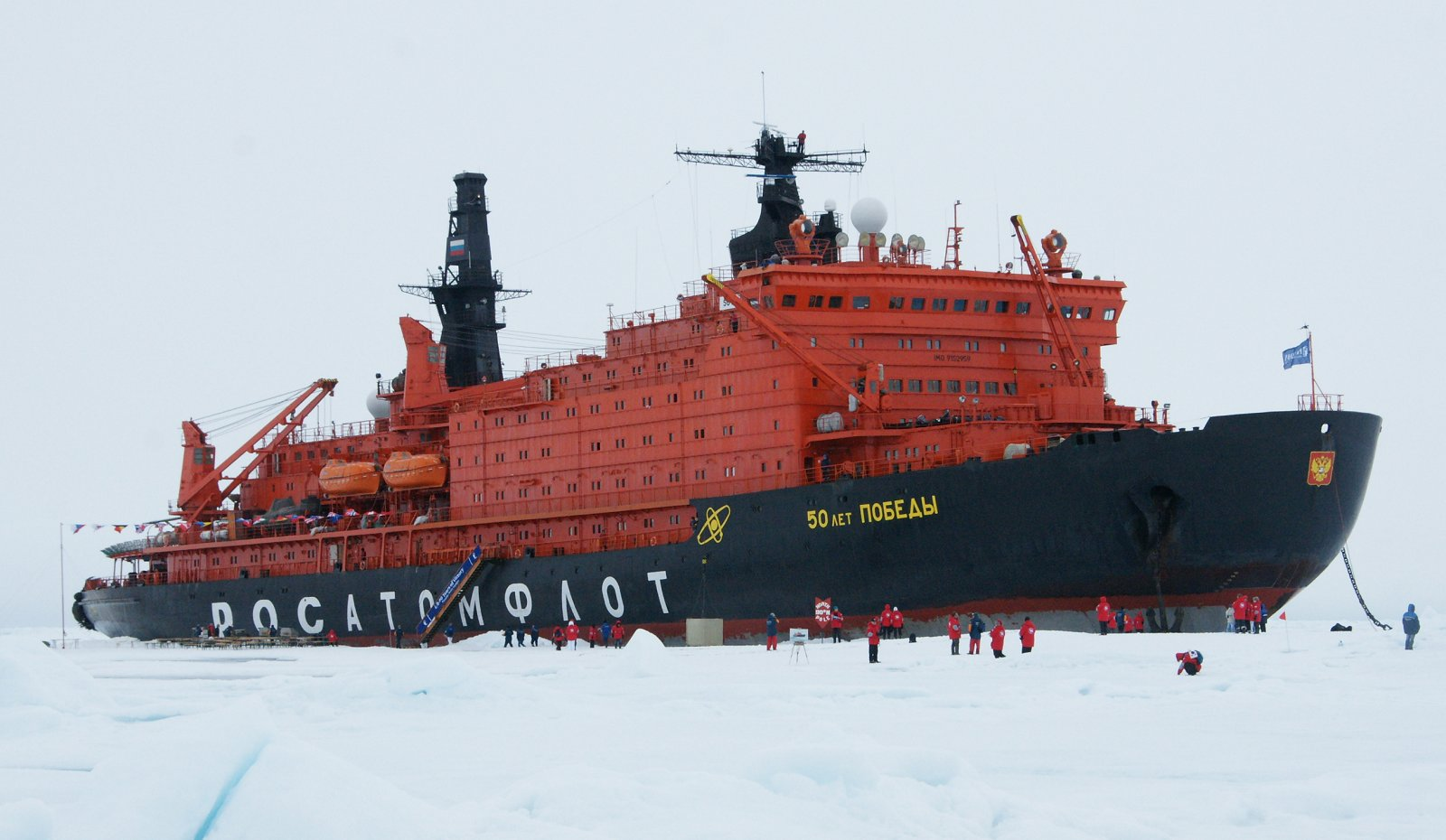
50 Let Pobedy

Avec la fonte des glaces, le tourisme en Arctique augmente de plus en plus, et Mourmansk bénéficie de cette tendance. Le 50 Let Pobedy, brise-glace lancé en 2007, qui était alors le plus puissant de son genre, possède 64 cabines doubles pour les touristes voulant visiter l'Arctique. La gare maritime de Mourmansk, ouverte en 2016, illustre ce changement, la gare ayant été construite pour l'accueil de bateaux de croisières. De nouveaux bateaux construits par la United Shipbuilding Corporation devraient aider ce développement, avec 3 nouveaux bateaux présentés avec une capacité de 350 passagers pour chaque, et un coût de 300 millions de dollars par navire. Parmi les futures destinations, l'archipel reculé de François-Joseph devrait devenir un nouveau lieu d'escales pour ces navires.
Les saisons déterminent souvent les activités touristiques pratiquées dans l'oblast. En été, la plongée, le rafting, la pêche, mais aussi le vélo, les excursions (en 4x4 ou à pied), y compris dans les zones protégées sont les plus répandues, tout comme en automne. L'été reste cependant la seule saison de l'année pour les croisières, que ce soit vers des îles proches ou hors de l'oblast (Spitzberg, Terre François-Joseph) mais aussi vers le pôle Nord. Avec les premières chutes de neige à la fin de l'automne, la saison du ski et autres sports d'hiver commence, tout comme les excursions en montagne en motoneige. L'hiver est aussi la saison la plus prisée pour observer les aurores boréales, et le ski finit lui début mai en plein printemps.

## Principaux sites touristiques
Certains lieux et activités sont prisés des touristes :

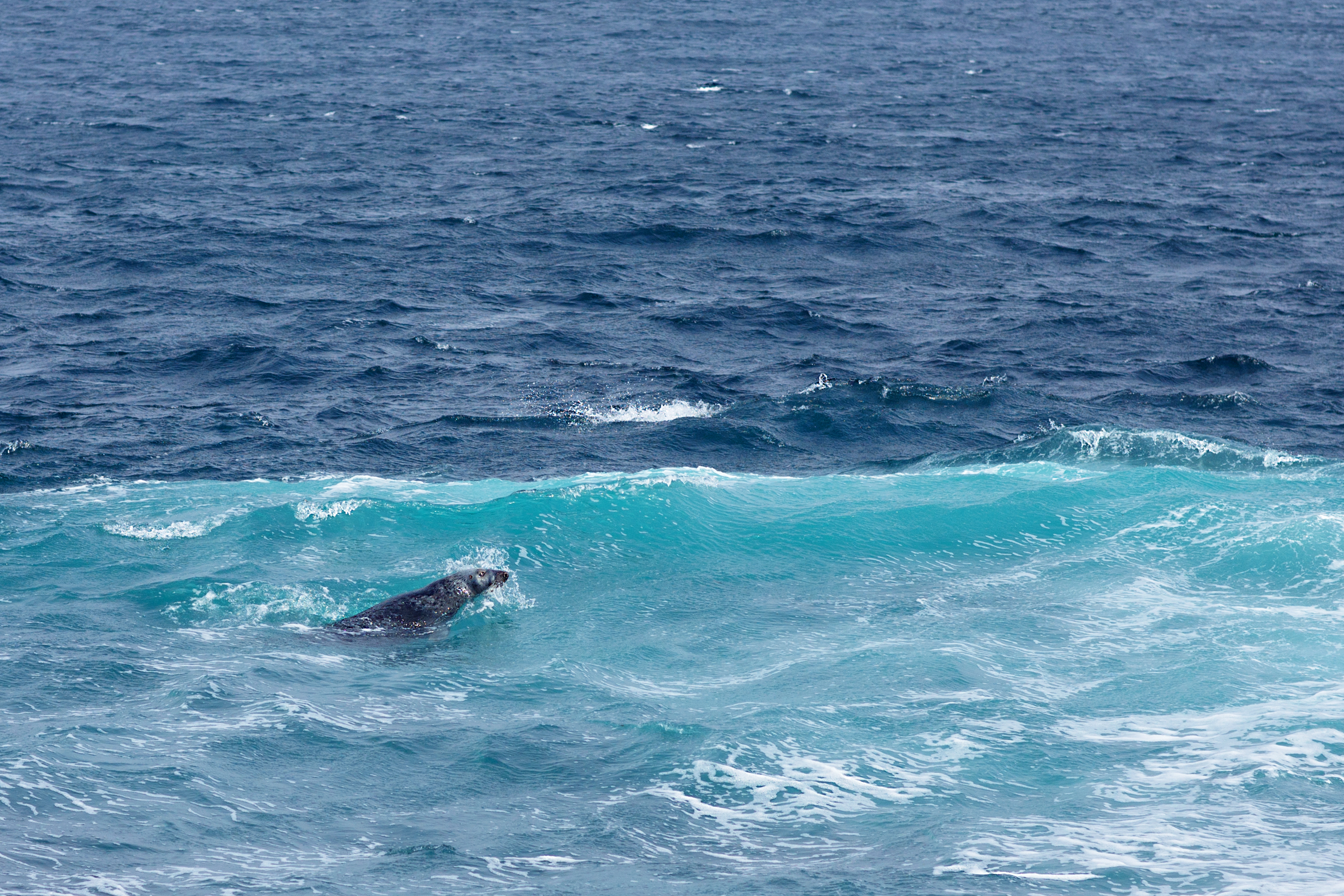
Phoque, péninsule de Rybatchi.

- excursions en 4x4 dans la péninsule de Kola et dans les réserves naturelles ;
- le camping et la chasse dans la nature ;
- observation de la faune marine lors d'excursions en mer (phoques, éléphants de mer, etc.) ;
- l'océanorium de Mourmansk ;
- les littoraux de la côte mourmane, avec des fjords et les péninsules de Rybatchi et de Sredni ;
- la côte de Kandalakcha et ses nombreuses baies ;
- les lacs et rivières de l'oblast pour la pêche ;
- le phare de Sviatoï Nos, sur le cap Sviatoï Nos ;Phare du cap Sviatoï Nos.

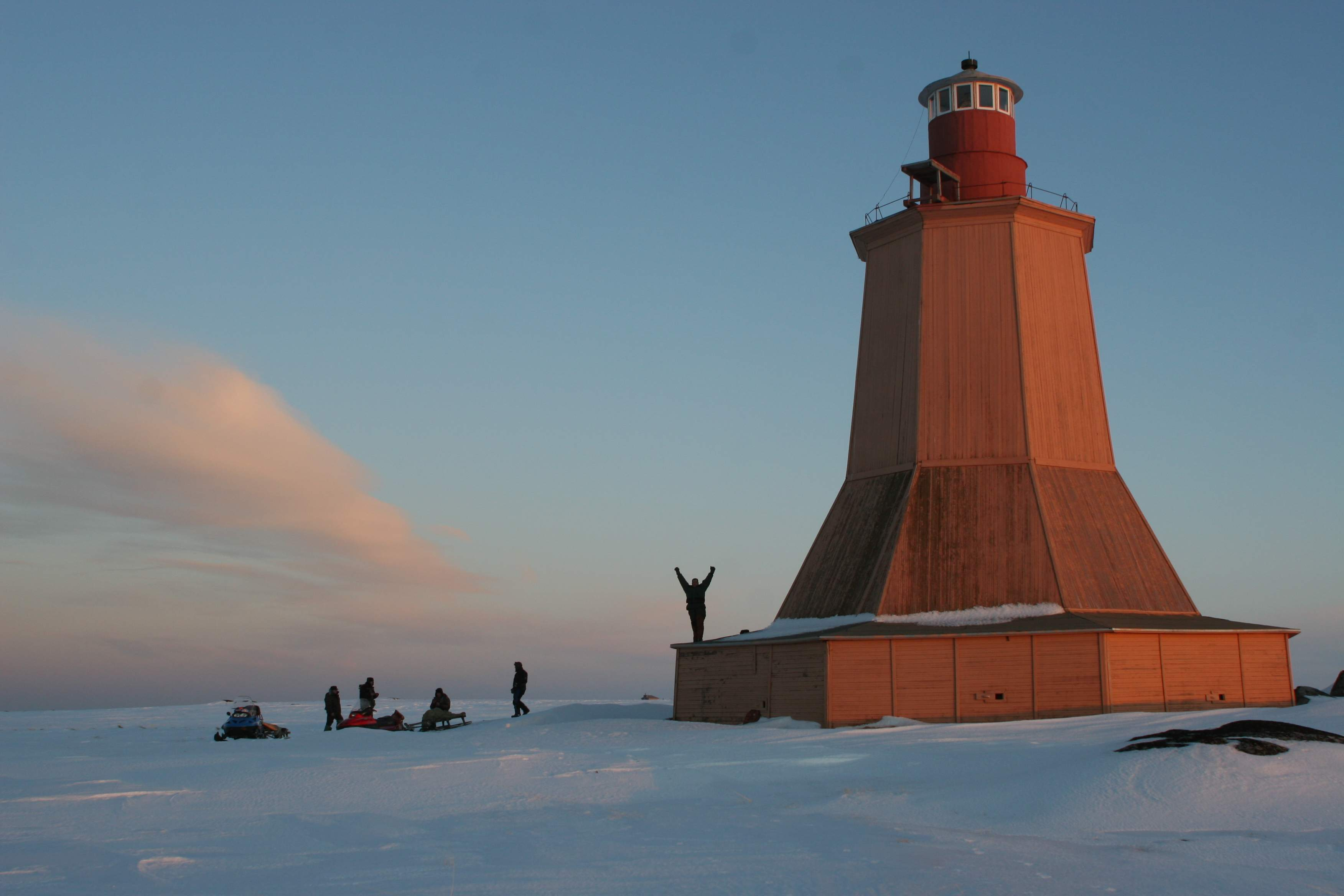
Phare du cap Sviatoï Nos.

- le jardin botanique polaire et alpin de Kirovsk, le plus septentrional du monde ;
- stations de sports d'hiver de Mourmansk, avec celles des Lumières de Mourmansk, de l'Étoile polaire et du Versant sud ;Station du Bolchoï Voudavyr avec un téléphérique et une piste, avec vue sur Kirovsk.

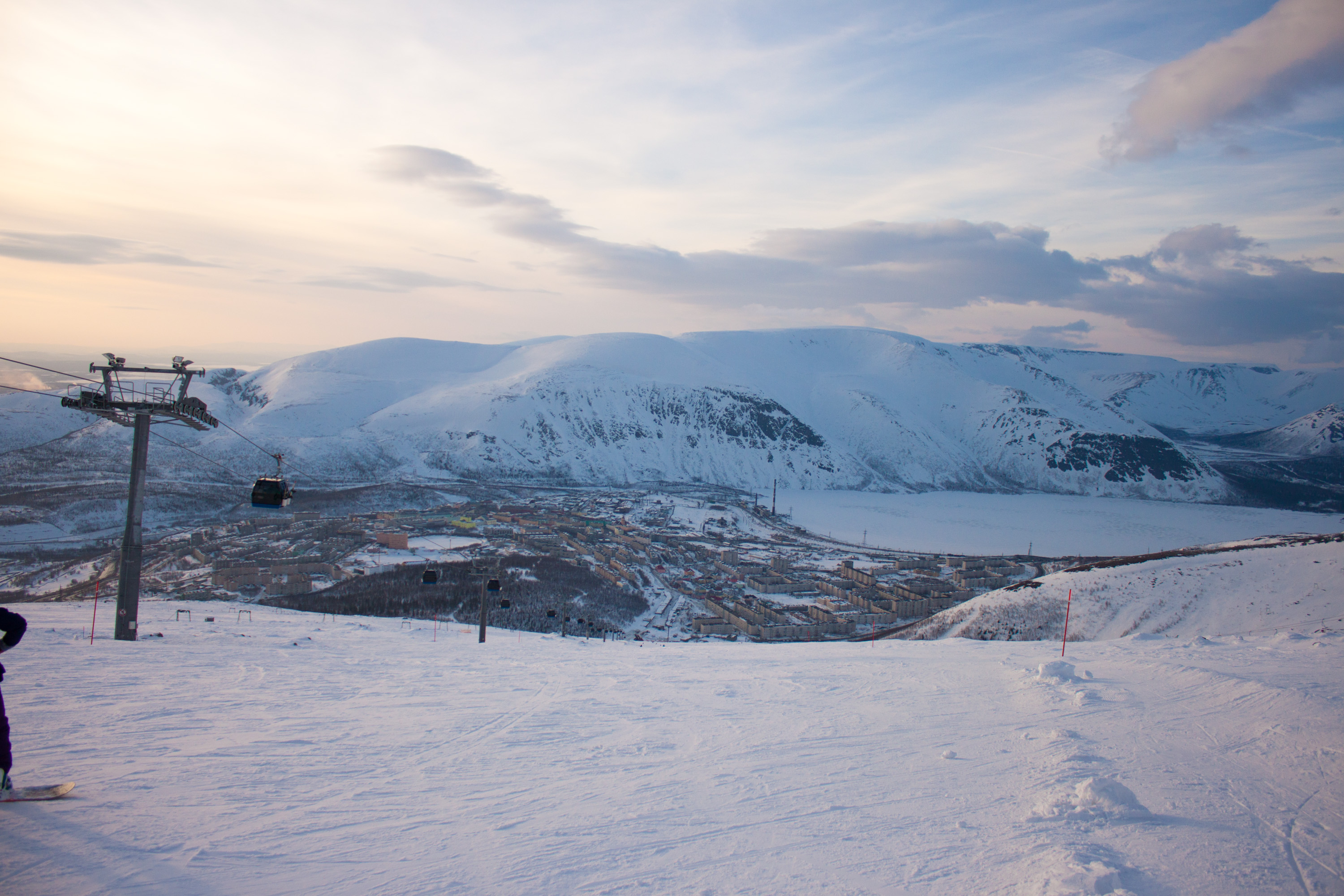
Station du Bolchoï Voudavyr avec un téléphérique et une piste, avec vue sur Kirovsk.

- stations de sports d'hiver de Kirovsk, avec le KolaSportland, le parc à neige de Kirovsk, le complexe du mont Koukisvoumtchorr et le complexe du Bolchoï Voudavyr sur le mont Aikouaïventchorr ;
- station de sports d'hiver de Salma à Poliarnye Zori ;
- station de sports d'hiver de la montagne de la Croix à Kandalakcha ;
- station de sports d'hiver de la montagne du Moineau à Apatity ;
- station de sports d'hiver Laponie-Lapar-Stan à Montchegorsk[10];
- le musée des pétroglyphes de Kanozero ;
- le musée naval de la Flotte du Nord, avec le K-21 et le TKA-12 dans ses expositions ;
- les pétroglyphes de Ponoï ;
- l'église de la Dormition de Varzouga ;
- l'église Saint-Nicolas de Kovda ;
- monastère de la Petchenga, fondé en 1533 et jusqu'en 2005 le monastère le plus au nord au monde ;
- etc.